# Dementia 13
Pour plus de détails, voir Fiche technique et Distribution.
Dementia 13 est un film américain réalisé par Francis Ford Coppola, sorti en 1963. Il est le premier long métrage du réalisateur.

## Synopsis
La famille Haloran a hérité d'un château ancestral mais l'héritage inclut l'avarice, la tromperie et la mort.

## Fiche technique
- Titre : Dementia 13
- Réalisation : Francis Ford Coppola
- Scénario : Francis Ford Coppola et Jack Hill
- Production : Roger Corman et Marianne Wood
- Budget : 30 000 dollars (23 000 euros)
- Musique : Ronald Stein et Les Baxter
- Photographie : Charles Hannawalt
- Montage : Stuart O'Brien et Morton Tubor
- Direction artistique : Al Locatelli
- Pays de production : États-Unis
- Format : noir et blanc - 1,66:1 - son monophonique - 35 mm
- Genre : horreur, thriller
- Durée : 75 minutes
- Date de sortie :
  - États-Unis : 25 septembre 1963

## Distribution
- William Campbell : Richard Haloran
- Luana Anders : Louise Haloran
- Bart Patton : Billy Haloran
- Mary Mitchel : Kane
- Patrick Magee : Justin Caleb
- Eithne Dunne : Lady Haloran
- Peter Read : John Haloran
- Karl Schanzer : Simon
- Ron Perry : Arthur
- Derry O'Donavan : Lillian
- Barbara Dowling : Kathleen

## Autour du film
- Le tournage s'est déroulé en Irlande.
- Roger Corman autorisa Francis Ford Coppola, alors réalisateur de seconde équipe sur The Young Racers (1963), à utiliser les mêmes décors, l'équipe technique, ainsi que les acteurs Luana Anders, William Campbell et Patrick Magee pour son propre film, tant qu'il réussissait à respecter le planning du film qu'ils étaient en train de tourner.
- Le film devait au départ s'appeler simplement Dementia. Le 13 ayant été ajouté à la suite de la découverte d'un film Dementia réalisé en 1955.
- Certains décors ont été créés par Eleanor Coppola, la femme du cinéaste.